# جامعة طرطوس
جامعة طرطوس هي جامعة حكومية تقع في مدينة طرطوس في سوريا، أعلن عن تأسيس جامعة طرطوس بموجب المرسوم رقم 2 لعام 2015 وذلك بعد أن كانت جزءاً من جامعة تشرين.

## الكليات
تتكون جامعة طرطوس من الكليات الآتية:
- الطب
- التربية
- الاقتصاد
- الآداب والعلوم الإنسانية
- الصيدلة
- الهندسة التقنية
- هندسة الاتصالات وتكنولوجيا المعلومات
- السياحة
- العلوم
- طب الأسنان
- الهندسة المعمارية
- المعهد العالي للغات

ويجري إضافة كليات أخرى بمرسوم.